# 汕头高新技术产业开发区
汕头高新技术产业开发区筹办于1992年4月，1993年7月经由广东省人民政府批准为省级高新区，1996年7月省编委批准升格为副厅级建制，为市政府派出机构。1997年9月，汕头高新区管委会被赋予市级管理权限，其规划建设面积为300公顷，分东西两个片区。其中，东片区位于汕头市区中心，占地约85公顷；西片区地处汕头大学的南侧，占地约215公顷。2017年2月，汕头高新区被国务院批复升格为国家级高新区。

## 园区概况
2015年全年，汕头高新区工业总产值达733.63亿元，工业增加值达180.27亿元，高新技术产业产值达419.63亿元。